# Mago Zurlì
Il Mago Zurlì è un personaggio televisivo ideato da Cino Tortorella e interpretato dallo stesso presentatore nell'ambito del programma per ragazzi Zurlì, il mago del giovedì, verso la fine degli anni cinquanta. In un'intervista del 2004 Tortorella afferma che fu Umberto Eco, allora funzionario RAI, a proporre il programma.

## Storia del personaggio
Il personaggio venne creato nel 1956 da Tortorella come il protagonista di uno spettacolo teatrale per bambini, Zurlì, mago Lipperlì, e interpretato originariamente da Giancarlo Dettori.
Dotato di bacchetta magica, con i capelli luccicanti di polvere, corpetto aderente in vita e calzamaglia, il personaggio conduceva, all'interno di una striscia pomeridiana, giochi e passatempi per i più piccoli lanciando telefilm che avrebbero riscosso un grande successo, come ad esempio Jim della giungla o Le avventure di Rin Tin Tin.
Tortorella continuò dal 1959 fino al 1972 a impersonare il personaggio, accanto a Mariele Ventre e al Piccolo Coro dell'Antoniano di Bologna, nella trasmissione Zecchino d'Oro alla quale prese parte fino al 2008; due anni dopo, in occasione del compimento dei suoi mille mesi, Tortorella ha fondato l'associazione Gli Amici di Mago Zurlì, con scopo di tutelare i diritti dell'infanzia.

## Programmi televisivi
- Zurlì, mago del giovedì (Programma Nazionale, 1957)
- Zecchino d'Oro (Programma Nazionale, 1959-1972)

## Discografia parziale

### Singoli
- 1958 – Le straordinarie avventure di terra mare cielo di Cocco, Cia e Zufolo con il mago Zurlì che li salva il giovedì - 1 (Juke Box Records, 7")
- 1958 – Le straordinarie avventure di terra mare cielo di Cocco, Cia e Zufolo con il mago Zurlì che li salva il giovedì - 2 (Juke Box Records, 7")
- 1958 – Le straordinarie avventure di terra mare cielo di Cocco, Cia e Zufolo con il mago Zurlì che li salva il giovedì - 3 (Juke Box Records, 7")
- 1958 – Le straordinarie avventure di terra mare cielo di Cocco, Cia e Zufolo con il mago Zurlì che li salva il giovedì - 4 (Juke Box Records, 7")
- 1958 – Le straordinarie avventure di terra mare cielo di Cocco, Cia e Zufolo con il mago Zurlì che li salva il giovedì - 5 (Juke Box Records, 7")
- 1958 – Le straordinarie avventure di terra mare cielo di Cocco, Cia e Zufolo con il mago Zurlì che li salva il giovedì - 6 (Juke Box Records, 7")
- 1964 – Pollicino/Hansel e Gretel (Ri-Fi, 7")
- 1966 – Le fiabe di Mago Procopio (Ri-Fi, 7")
- 1967 – Alì Babà e i 40 ladroni (Ri-Fi, 7")